# Малята
«Діти» — американська драма про перехідний вік 1995 року, зрежисована Ларрі Кларком, що стала його режисерським дебютом, та написана Гармоні Коріном, що також стала його сценарним дебютом.  У ньому зіграли Лео Фіцпатрік, Джастін Пірс, Хлоя Севіньї та Розаріо Доусон, для них усіх фільм став дебютовим. Події відбуваються у 1995 році. Фіцпатрік, Пірс, Севіньї, Доусон та інші новачки зображують групу підлітків у Нью-Йорку. Їх характеризують як гедоністів, які займаються сексуальними актами та зловживають психоактивними речовинами протягом одного дня.
Бен Детрік у «Нью-Йорк Таймс» описав фільм як «Володар мух зі скейтбордами, оксидом азоту та хіп-хопом... Немає громового морального розрахунку, лише відстороненість».  Після виходу в 1995 році фільм був визнаний суперечливим і викликав громадські дебати щодо його художніх заслуг. Він отримав рейтинг NC-17 від MPAA, але був випущений без рейтингу. Реакція критиків була неоднозначною, але фільм зібрав 20,4 мільйона доларів при бюджеті в 1,5 мільйона доларів.

## Прийом
Фільм отримав неоднозначні відгуки. На сайті Rotten Tomatoes рейтинг схвалення фільму становить 47% на основі 58 рецензій критиків із середнім рейтингом 5,7/10. Консенсус сайту звучить так: «Малята не бояться випробовувати рамки глядачів, але сенс їх майже безперервної провокації, ймовірно, загубиться в усіх відразливих персонажах і неприємних образах».  На Metacritic фільм отримав оцінку 63/100 на основі рецензій 18 критиків, що вказує на «загалом схвальні відгуки». 
Кілька видатних критиків підтримали фільм, зокрема Роджер Еберт з Chicago Sun-Times, який дав фільму три з половиною зірки з чотирьох можливих. « Діти — це той тип фільму, про який потрібно говорити після перегляду. Він не говорить нам напряму, що він означає. Звичайно, у нього є «посил», що стосується безпечного сексу. Але безпечний секс не цивілізує цих дітей, роблячи з них цікавих, здібних громадян. Думаючи про Теллі, ви усвідомлюєте, що життя не дало йому нічого, що його цікавить, окрім сексу, наркотиків і скейтбордів. Його життя — це своєрідне пекло, яке на короткий час переривається оргазмом». 
Джанет Маслін з The New York Times назвала фільм «тривожним дзвінком для сучасного світу» про природу сучасної молоді в міському житті.  Деякі критики назвали фільм експлуататорським (у хтивому сенсі) як «дитячу порнографію».  Інші критики висміювали фільм, причому найпоширеніша критика стосувалася уявної відсутності художніх заслуг.

## Документальний фільм
Документальний фільм «Колись ми були дітьми», випущений у 2021 році режисером Едді Мартіном, розповідає про те, як знімався фільм і про подальше життя деяких акторів. Більшість підлітків, які брали участь у фільмі, підписали контракт, не знаючи, що вони роблять, і залишилися самі по собі після закінчення виробництва. Документальний фільм був нагороджений на кінофестивалі Tribeca (категорія «Найкращий монтаж»).  